# Miek van Geenhuizen

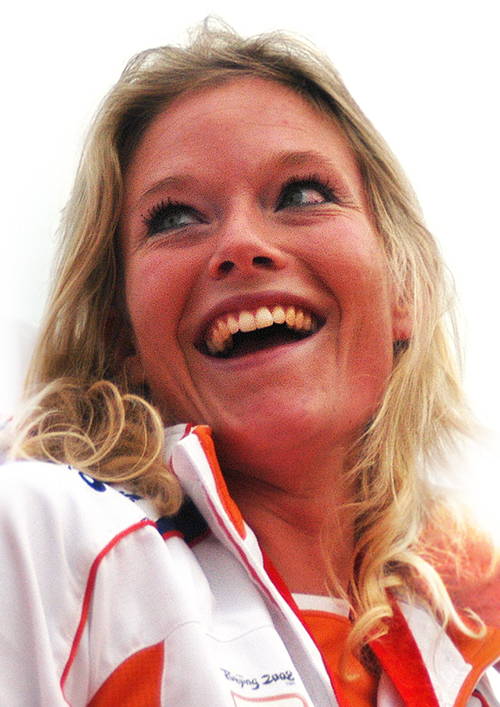
Miek van Geenhuizen (2008)

Marianne Antoinette „Miek“ van Geenhuizen (* 17. Dezember 1981 in Eindhoven) ist eine ehemalige niederländische Hockeyspielerin. Sie gewann mit der niederländischen Nationalmannschaft die olympische Goldmedaille 2008 und die Silbermedaille 2004, sie war Weltmeisterin im Jahr 2006 sowie Europameisterin 2003.

## Sportliche Karriere
Die 1,66 m große Offensivspielerin wirkte in 164 Länderspielen mit.
2002 bei der Weltmeisterschaft in Perth gewannen die Niederländerinnen die Vorrundengruppe vor den Australierinnen. Im Halbfinale siegten sie mit 1:0 gegen die Chinesinnen. Das Finale gewann die argentinische Mannschaft im Siebenmeterschießen. Die Europameisterschaft 2003 in Madrid war die sechste Europameisterschaft für Damen, die Niederländerinnen gewannen den fünften Titel. Nach einem 5:1-Halbfinalsieg über die deutsche Mannschaft bezwangen sie die Spanierinnen im Finale mit 5:0. Bei den Olympischen Spielen 2004 in Athen gewannen die Niederländerinnen ihre Vorrundengruppe, wobei sie die zweitplatzierten Deutschen mit 4:1 besiegten. Im Halbfinale bezwangen die Niederländerinnen die argentinischen Weltmeisterinnen nach Siebenmeterschießen. Im Finale trafen die Niederländerinnen wieder auf die deutsche Mannschaft und unterlagen 1:2.
Zwei Jahre später bei der Weltmeisterschaft in Madrid gewannen die Niederländerinnen ihre Vorrundengruppe vor den Spanierinnen. Im Halbfinale siegten sie gegen die Argentinierinnen mit 3:1, mit dem gleichen Ergebnis gewannen sie den Titel gegen die Australierinnen. Bei der Europameisterschaft 2007 in Manchester bezwangen die Niederländerinnen im Halbfinale die spanische Mannschaft mit 3:0. Im Finale unterlagen sie der deutschen Mannschaft mit 0:2. Im Jahr darauf bei den Olympischen Spielen 2008 in Peking gewannen die Niederländerinnen ihre Vorrundengruppe vor den Chinesinnen. Nach einem 5:2-Halbfinalsieg gegen Argentinien trafen die Niederländerinnen im Finale erneut auf die Chinesinnen und gewannen mit 2:0.
Miek van Geenhuizen gewann von 1998 bis 2002 fünf niederländische Meistertitel mit HC ’s-Hertogenbosch, 2009 siegte sie mit dem Amsterdamsche Hockey & Bandy Club.